# Paris-Roubaix de 1964
A 62.ª edição da Paris-Roubaix teve lugar a 19 de abril de 1964 e foi vencida pelo holandês Peter Post, quem impôs-se ao sprint batendo a três ciclistas belgas pondo fim assim ao domínio belga nesta prova depois de sete vitórias consecutivas.

## Classificação final
| Posição | Ciclista           | Equipa                       | Tempo      |
| ------- | ------------------ | ---------------------------- | ---------- |
| 1       | Peter Post         | Flandria-Romeo               | 5h 52' 19" |
| 2       | Benoni Beheyt      | Wiel's-Groene Leeuw          | m. t.      |
| 3       | Yvo Molenaers      | Wiel's-Groene Leeuw          | m. t.      |
| 4       | Willy Bocklant     | Flandria-Romeo               | m. t.      |
| 5       | Louis Proost       | Solo-Superia                 | + 2' 28"   |
| 6       | Frans Melckenbeeck | Mercier-BP-Hutchinson        | + 2' 32"   |
| 7       | Jean Stablinski    | St.raphael-Gitane-Campagnolo | m. t.      |
| 8       | Jan Janssen        | Pelforth-Sauvage-Lejeune     | m. t.      |
| 9       | Gilbert Desmet     | Wiel's-Groene Leeuw          | m. t.      |
| 10      | Tom Simpson        | Peugeot-BP-Englebert         | m. t.      |